# Agarista populifolia
Espèce
Classification phylogénétique
Agarista populifolia est une espèce de plantes à fleurs de la famille des Ericaceae. C'est un arbuste originaire des États-Unis.

## Description
Il forme d'épais fourrés difficiles à pénétrer, d'où son nom commun en anglais de Florida Hobblebush. Ses tiges sont souvent minces et arquées. C'est un arbuste à feuilles persistantes avec de petites fleurs blanches sur la face inférieure de ses branches arquées,.

## Répartition et habitat
Il se trouve dans les régions boisées et humides du sud-est des États-Unis.